# Sina Candrian
Sina Candrian (Coira, 21 de noviembre de 1988) es una deportista suiza que compite en snowboard, especialista en las pruebas de slopestyle y big air.
Ganó dos medallas en el Campeonato Mundial de Snowboard, plata en 2013 y bronce en 2015.
Participó en dos Juegos Olímpicos de Invierno, ocupando el cuarto lugar en Sochi 2014 (slopestyle) y el quinto en Pyeongchang 2018 (big air).

## Medallero internacional
| Campeonato Mundial | Campeonato Mundial              | Campeonato Mundial | Campeonato Mundial |
| Año                | Lugar                           | Medalla            | Prueba             |
| ------------------ | ------------------------------- | ------------------ | ------------------ |
| 2013               | Stoneham-et-Tewkesbury (Canadá) | Medalla de plata   | Slopestyle         |
| 2015               | Kreischberg (Austria)           | Medalla de bronce  | Big air            |